# (468416) 2016 GO215
(468416) 2016 GO215 es un asteroide perteneciente al cinturón de asteroides, descubierto el 19 de septiembre de 2003 por el equipo Spacewatch desde el Observatorio Nacional de Kitt Peak (Arizona, Estados Unidos).